# Киши-Караой
Киши-Караой (каз. Кіші Қараой, до 2021 г. — Киевское) — село в Акжарском районе Северо-Казахстанской области Казахстана. Входит в состав Кишикараойского сельского округа. Код КАТО — 593437300.

## География
Расположено около озера Киши-Карой.

## Население
В 1999 году население села составляло 905 человек (487 мужчин и 418 женщин). По данным переписи 2009 года, в селе проживало 574 человека (285 мужчин и 289 женщин).